# Yigael Yadin

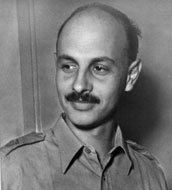
Yigael Yadin

Yigael Yadin (Hebreiska: יגאל ידין, född Yigal Sukenik (Hebreiska: יגאל סוקניק) den 20 mars 1917, död den 28 juni, 1984) var en israelisk arkeolog, politiker, och den andre ÖB:n för Israels militär (IDF). Den israeliske skådespelaren Yossi Yadin var hans bror.
Yadin föddes 1917 som son till den berömde arkeologen Eliezer Sukenik. Han anslöt sig till Haganah när han var femton och lämnade organisationen 1946 efter en dispyt med sin befälhavare, Yitzhak Sadeh. Strax innan Israel förklarade sig självständigt blev han inkallad till aktiv tjänst av David Ben-Gurion. Han tjänstgjorde på varierande positioner under Israels självständighetskrig, och var ansvarig för många av de viktiga beslut som fattades under det krigets gång. 
Yadin utsågs till ÖB över Israels militär den 9 november, 1949, efter uppsägningen av Yaakov Dori, och tjänstgjorde som det under tre år. Han sade upp sig den 7 december, 1952, på grund av skilda åsikter med dåvarande premiärministern och försvarsministern David Ben-Gurion om besparingar i den militära budgeten. Vid trettiofem års ålder hade han fullbordat sin militära karriär. 
Efter att ha lämnat det militära började hans livs arbete i arkeologi. Som en arkeolog grävde han ut några av de viktigaste platserna i regionen, däribland Qumrangrottorna, Masada, Hazor, och Tel Megiddo.
Som arkeolog hade Yadin dock inte helt lämnat det offentliga livet. Inför Sexdagarskriget var han militär rådgivare till Levi Eshkol och efter Yom Kippurkriget ingick han i Agranatkommissionen som utredde händelserna som ledde till kriget.
1976 bildade Yadin Democratic Movement for Change, vanligen känd under sin hebreiska akronym Dash, tillsammans med Professor Amnon Rubinstein, Shmuel Tamir, Meir Amit, Meir Zorea, och många andra framträdande officiella personer.
I valet 1977 lyckades partiet oerhört väl för sitt första försök att komma in i Knesset. De vann 15 av de 120 platserna. Som ett resultat av valresultatet kunde Likudpartiets ledare, Menachem Begin, bilda en koalition med Dash, därmed utesluta vänstern för första gången i Israels historia. Som den nya vice premiärministern kom Yadin att spela en viktig roll i många händelser, särskilt kontakterna med Egypten, som ledde till undertecknandet av Camp David-avtalen och freden mellan Israel och Egypten. Dash visade sig dock vara ett misslyckande och partiet splittrades i många fraktioner att det vid valet 1981 inte längre existerade. Samma år pensionerade sig Yadin från politiken. Han dog 1984.